# تعطل الحكومة الأمريكية
في السياسة الأمريكية، تعطل الحكومة عن العمل هو موقف تتوقف فيه الحكومة عن توفير الخدمات، فيما عدا «الأساسية» منها. وتشمل، عادةً، الخدمات التي تستمر رغم تعطل الحكومة عن العمل كلاً من الشرطة، ومكافحة الحرائق، وخدمة الأرصاد الوطنية والهيئات التي تتبع لها، وخدمة البريد، والقوات المسلحة، والمرافق، والمراقبة الجوية، والخدمات الإصلاحية (نظام العقوبات).

## الأسباب
يمكن أن يحدث تعطل الحكومة عن العمل عندما لا توافق إحدى الهيئات التشريعية، (بما في ذلك سلطة الفيتو التشريعية التي تملكها الجهة التنفيذية) على تمويل ميزانية البرامج الحكومية للسنة المالية القادمة. وفي غياب التمويل المناسب، تتوقف الحكومة عن تقديم الخدمات غير الأساسية في بداية السنة المالية المعنية. ويسلتزم الأمر في هذه الحالات وجود موظفين حكوميين يقدمون الخدمات الأساسية، والذين يُشار إليهم عادةً باسم «الموظفين الأساسيين».
وفي حالة الحكومة الفيدرالية الأمريكية، على وجه التحديد، يحدد كلٌ من قانون مكافحة العجز، والآراء القانونية - لا سيما التي كتبها المدعي العام، بنجامين سيفيلتي في عام 1981، ما هو مسموح وما هو غير مسموح في غياب التخصيصات الحكومية.

## الآثار
يؤدي تعطل الحكومة الفيدرالية عن العمل إلى منح الموظفين الفيدراليين المدنيين أذونات بالغياب. أما الموظفين العسكريين، فلا يُمنَحوا إذنًا بالغياب، لكنهم قد لا يحصلون على أجورهم كما هو محدد.
والعمل الحكومي بتفاصيله الدقيقة سيتوقف عندما يقرر مكتب الإدارة والميزانية توقف الحكومة عن العمل. لكن ثمة جوانب معينة اتسمت بها جميع حالات تعطل الحكومة عن العمل في الماضي. ومن بين هذه الجوانب إغلاق المتنزهات الوطنية ومكاتب جوازات السفر. ولا يتوقف عمل «موظفي الطوارئ»، بما في ذلك القوات المسلحة، وموظفو الحدود، والأطباء وجهات التمريض في المستشفيات الحكومية، وموظفو المراقبة الجوية. ويستمر أعضاء الكونجرس أيضًا في الحصول على أجورهم، لأنه لا يمكن تغيير أجورهم إلا بالقانون المباشر. ولا تتأثر، كذلك، خدمة البريد لأنها ممولة ذاتيًا.
تعرضت في الماضي أيضًا حكومة واشنطن العاصمة لحالات تعطل عن العمل، ما أسفر عن توقف المرافق العامة بها، مثل جمع القمامة. ويمكن أن يشمل هذا التوقف أيضًا المدارس، وإن كان يحدث في الغالب أثناء عطلة نهاية الأسبوع.

## أمثلة
- تعطل الحكومة الفيدرالية الأمريكية عن العمل في عامي 1995 و1996[10][11]
- تعطل حكومة مقاطعة إيري بنيويورك عن العمل في عام 2005[12][13][14]
- تعطل حكومة ولاية مينيسوتا عن العمل في عام 2005، أثناء أول أسبوعين من شهر يوليو عام 2005[15]
- أزمة ميزانية بورتوريكو عام 2006
- تعطل حكومة ولاية نيوجيرسي عن العمل عام 2006
- تعطل حكومة ولاية بنسيلفانيا عن العمل عام 2007[16][17]
- تعطل حكومة ولاية مينيسوتا عن العمل عام 2011[18]
- تعطل الحكومة في عهد الرئيس ترمب بسبب معارضة الدمقراطيين لتمويل بناء جدار المكسيك في ديسمبر 2018 و 2019.

### الولايات المتحدة
- السياسة المالية في الولايات المتحدة
- الدين الوطني أثناء مُدد الرئاسة الأمريكية
- التحكم في العجز
- خفض الإنفاق الحكومي
- الميزانية الفيدرالية الأمريكية
- الدين العام الأمريكي

## وصلات خارجية
- House Committee on Rules: Government Report on Government Shutdowns نسخة محفوظة 21 فبراير 2013 على موقع واي باك مشين.
- Congressional Research Service: Shutdown of the Federal Government: Causes, Processes, and Effects